# Siemens Avanto

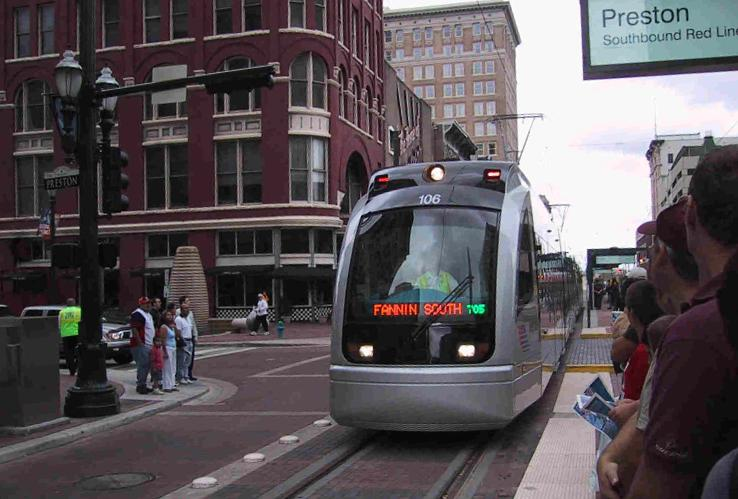
Avanto в Хьюстоне, Техас, США

Avanto (Ава́нто) — легкорельсовый транспорт, производимый подразделением Transportation Systems концерна Siemens AG. Технически является низкопольным трамваем. В США обычно используется торговая марка S70.
Были реализованы следующие проекты:
Франция:
- Париж — 15 единиц в 2002—2005 для SNCF. Используются на линии трамвая Т4 между Бонди и Олне-су-Буа.

США:
- Сан-Диего, Калифорния — 11 единиц для Metropolitan Transportation Development Board.
- Хьюстон, Техас — 18 единиц.
- Шарлотт, Северная Каролина — 52 единиц.
- Норфолк — 9 единиц скоростного трамвая.
- Солт-Лейк-Сити — 77 единиц скоростного трамвая.
- Портленд для системы легкорельсового транспорта/скоростного трамвая Metropolitan Area Express